# Ельх-Кая (гірський хребет)

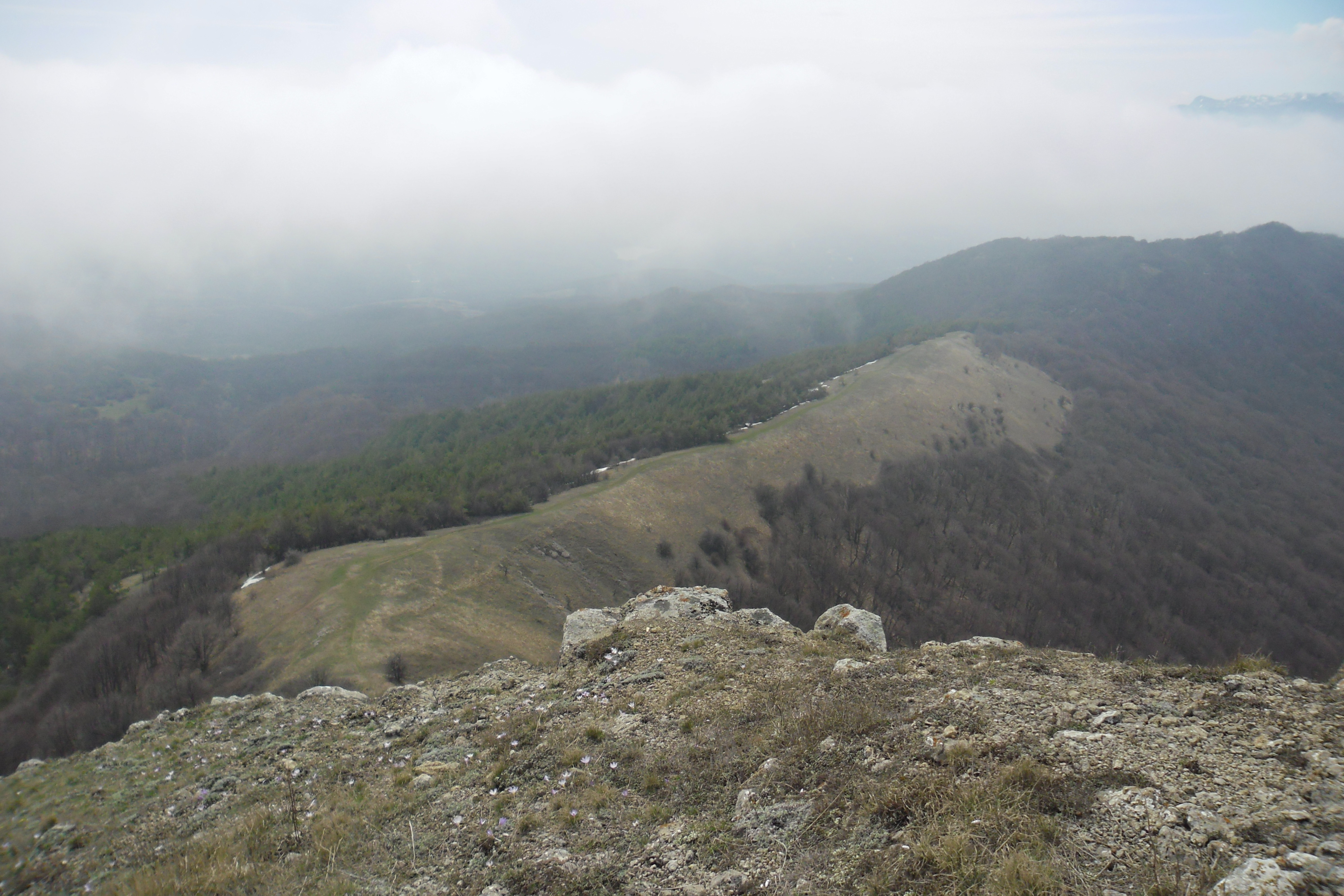
Хребет Ельх-Кая. Світлина з г. Лисий Іван.

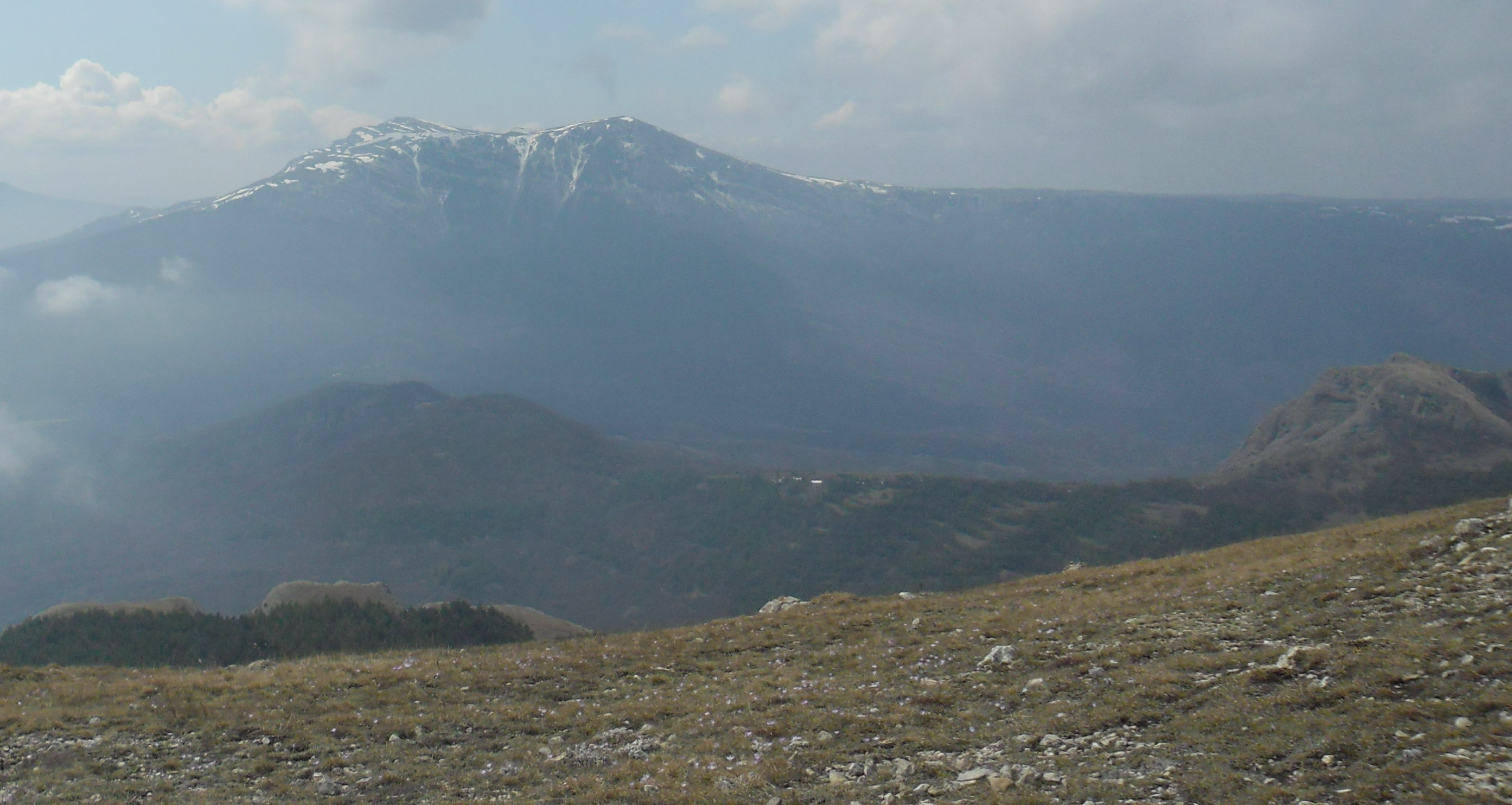
Хребет Ельх-Кая (передній план) і г. Ангар-Бурун (на другому плані). Світлина з Демерджі-яйли (Північна Демерджі).

Ельх-Кая — гірський хребет в Криму поблизу Демерджі-яйли. Найвища гора — Ельхам-Кая (1009 м). Знаходиться за 2,5-3 км на північний-схід від Ангарського перевалу. Неподалік — на схід-схід-північ — г. Пахкал-Кая. На схилах гірського хребта — буковий ліс. По хребту Ельх-Кая прокладена стежка, яка виходить на перевал МАН.

## Галерея

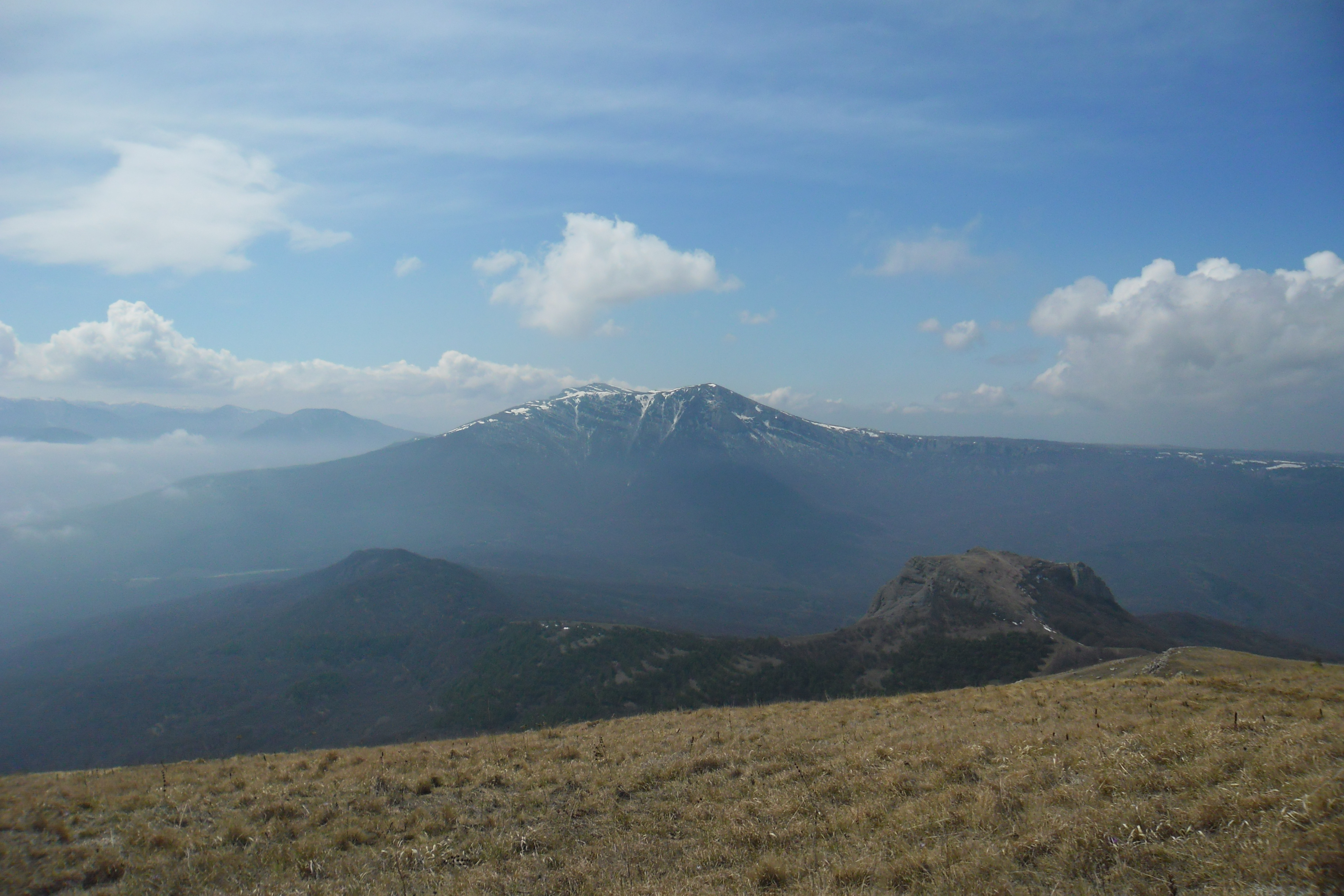
Хребет Ельх-Кая (передній план). Праворуч - г.Лисий Іван, ліворуч - г.Ельхам-Кая.
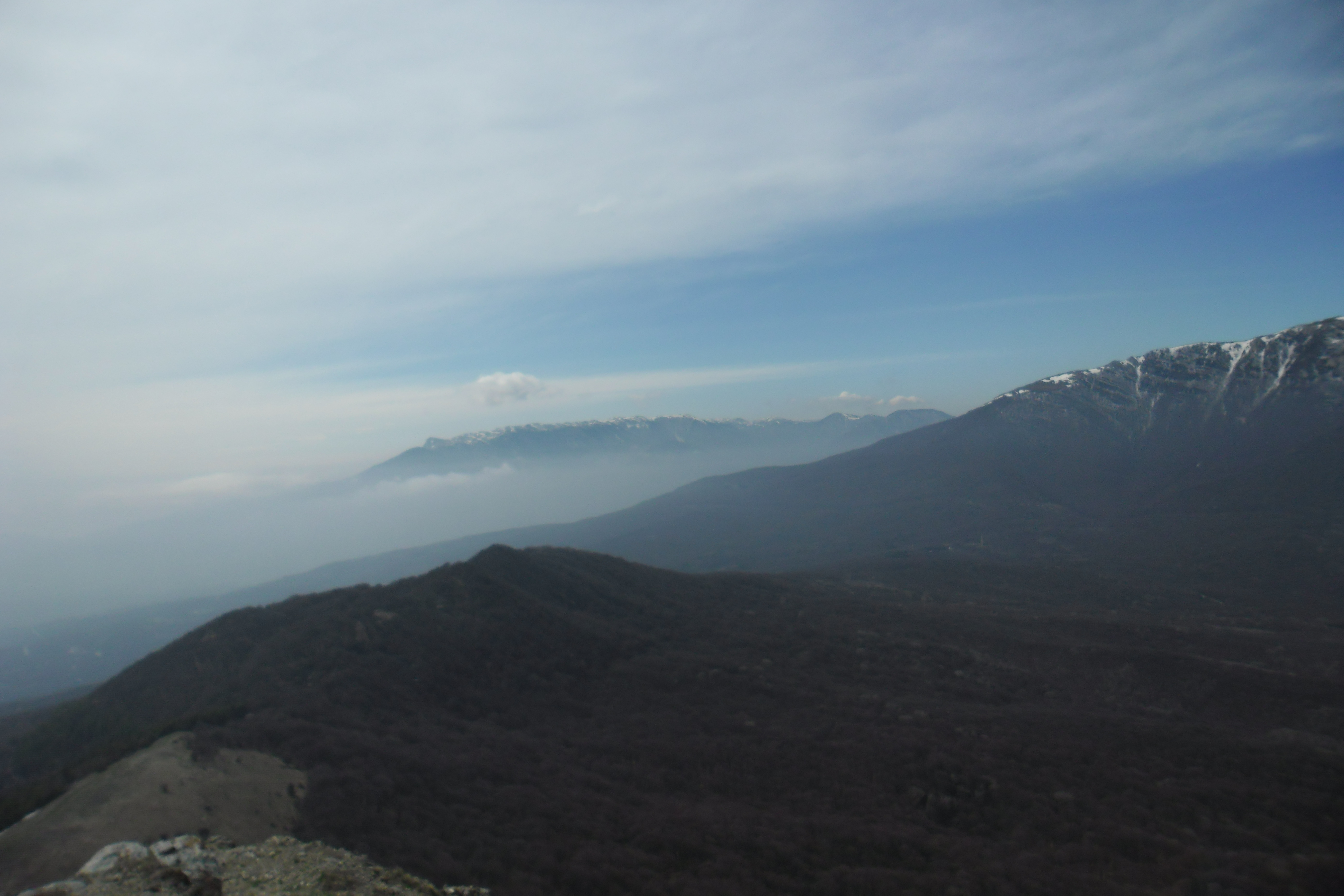
Гора Ельхам-Кая - домінуюча вершина хребта Ельх-Кая.
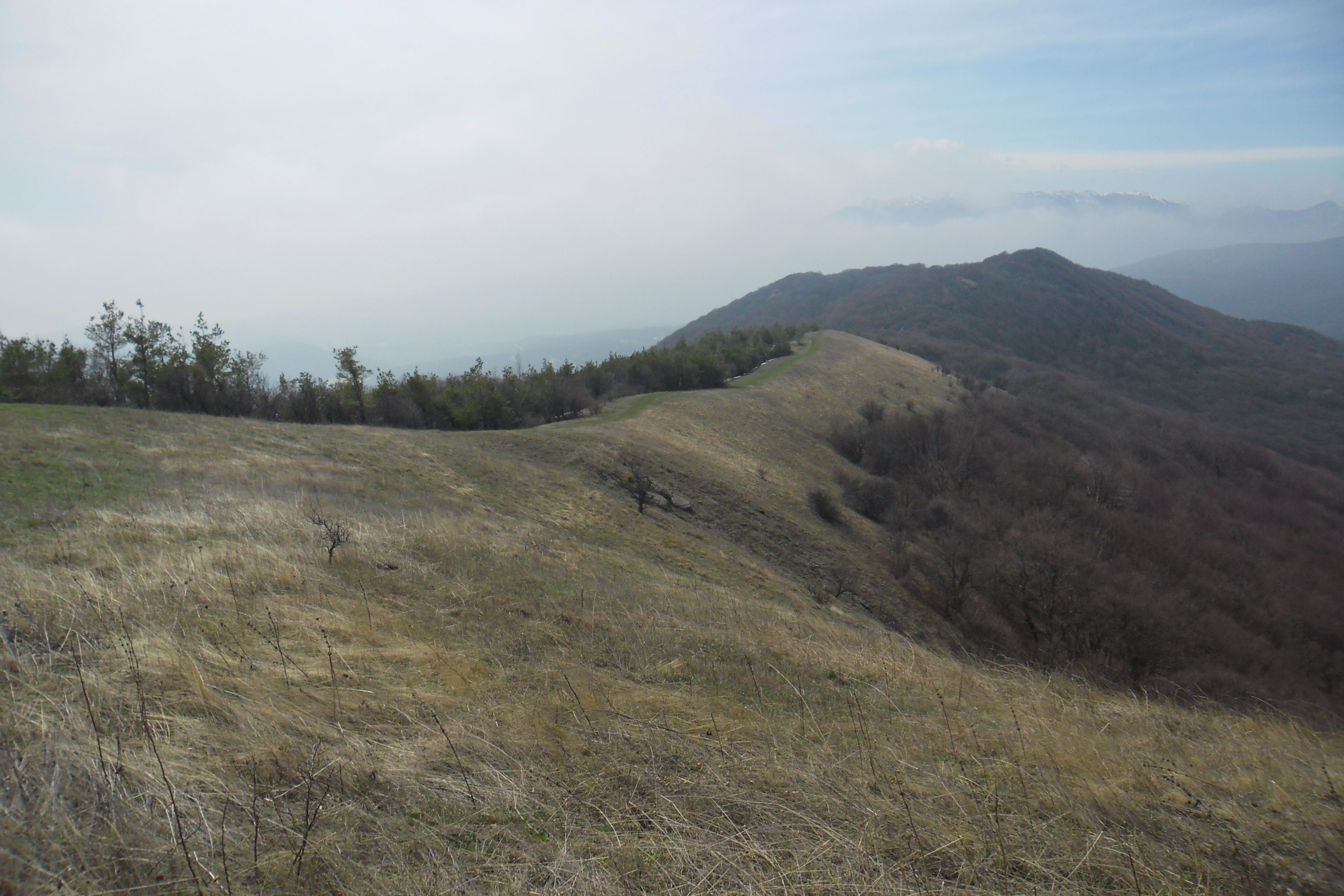
Хребет Ельх-Кая.
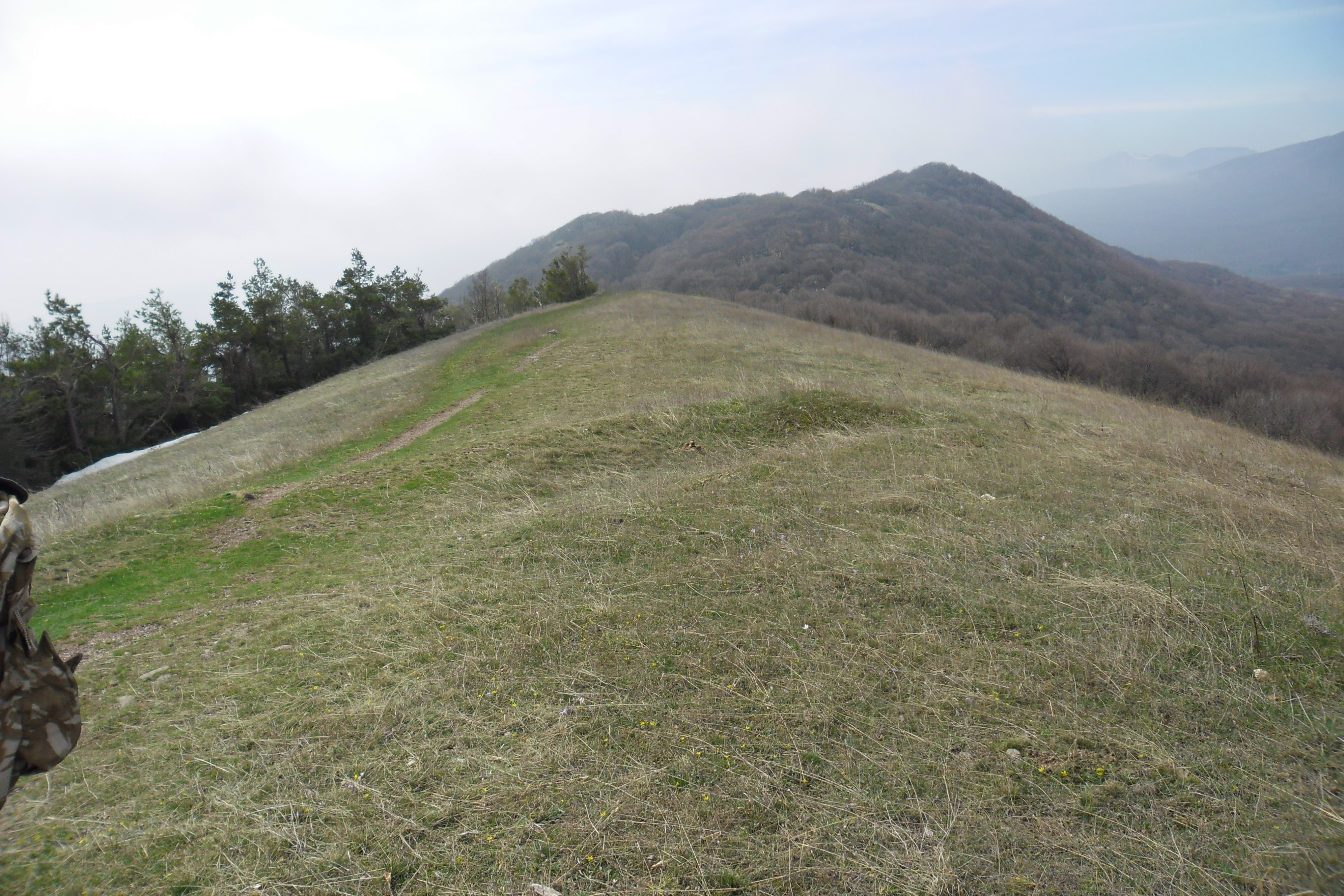
Хребет Ельх-Кая. Стежка на траверсі в низинній частині хребта.
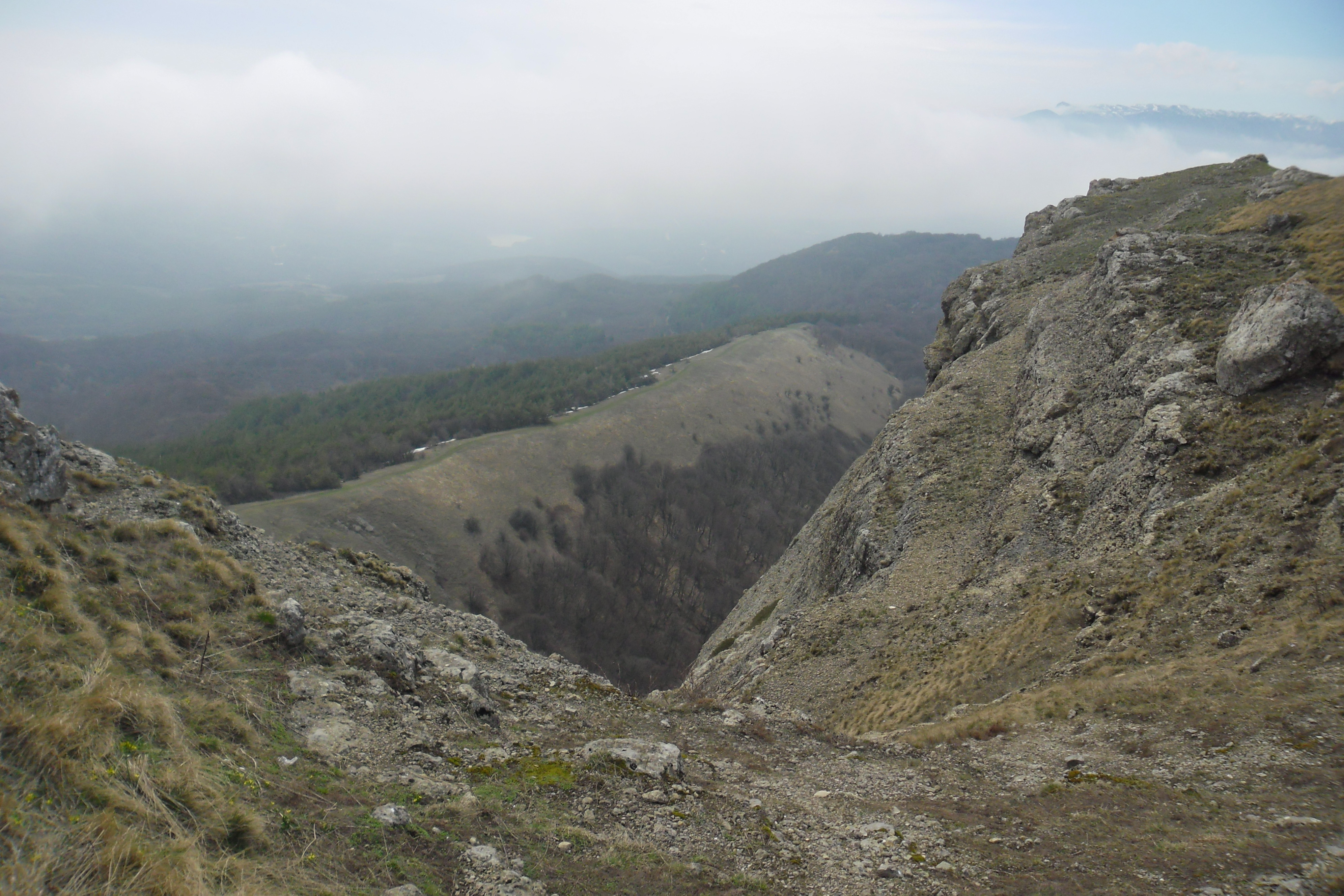
Хребет Ельх-Кая (внизу) з гори Лисий Іван.